# Ratpenat de llança gros
El ratpenat de llança gros (Phyllostomus hastatus) és una espècie de ratpenat de la família dels fil·lostòmids de Sud-amèrica i Centreamèrica. Es tracta d'un ratpenat omnívor i un dels més grans del seu continent.

## Distribució i hàbitat
Viu a les regions tropicals d'Amèrica, distribuït des de Guatemala i Belize fins a Perú, Bolívia, el Paraguai, el nord de l'Argentina i el Brasil. També viu a Trinitat i Tobago i l'illa veneçolana de Margarita. Encara que la majoria viu generalment prop de riu i corrents d'aigua, també pot viure en zones més seques. Viu tant a regions obertes com a regions boscoses.

## Descripció
El ratpenat de llança gros té una longitud corporal d'entre 10 i 13 centímetres, amb una envergadura d'ales de 45,5 centímetres. Malgrat la seva mida, és molt lleuger, pesant una mitjana de 81 grams. El seu pèl llarg i gruixut és de color marró fosc, amb un lleuger color ataronjat al ventre. Té un ben desenvolupat nas en forma de punta de llança, que li dona part del seu nom vulgar. Les orelles estan separades i són més petites que les d'altres membres de la seva família. El llavi inferior té un solc distintiu amb forma de ve baixa i moltes berrugues. Ambdós sexes tenen un sac al coll just sobre el pit. El dels mascles és gran, mentre que el de les femelles és més petit i més simple.

## Comportament
Viu en coves, forats als arbres, termiters i sostres de palla en grups formats per entre 10 i 100 individus. Dins del grup poden formar-se subgrups, en els quals un mascle domina un grup de fins a 30 femelles. La mida mitjana dels harems és de 18. El mascle dominat pot exercir el control d'un harem durant molts anys. La resta de mascles i femelles joves formen el seu propi grup de solters, completant la colònia. Els estudis fets per McCracken i Bradbury (1977) han mostrat que les femelles desaparellades de la colònia sovint formen faccions estables.
McCracken i Bradbury van considerar moltes possibles raons alhora de formar grups. La més plausible es creu que era la cooperació per cercar aliment i la protecció i defensa mentre s'alimenten. Un cop un individu troba aliment alerta als altres membres del grup de la localització. Els grups d'alimentació es poden segregar per estatus social. Els mascles dominants s'alimenten en llocs propers al niu, mentre que els mascles solters han de volar fins a 9 km. per trobar un lloc on alimentar-se.

## Reproducció
El patró de reproducció d'aquesta espècie pot variar al llarg de la seva àrea de distribució. Encara que generalment només es reprodueix un cop l'any, s'han trobat femelles lactants durant tot l'any, fet que suggereix que podrien reproduir-se més sovint. Les femelles donen a llum només una cria per ventrada, una taxa de reproducció molt baixa. McCracken i Bradbury (1977, 1981) van descriure el cicle reproductiu d'aquesta espècie de la següent manera:
- Febrer – Abril, període de gestació.
- Maig – mitjans de juliol, lactància.
- A mitjan juliol - finals d'octubre, descans.
- Finals d'octubre - Febrer, zel.

S'ha postulat la hipòtesi que les femelles s'alimenten de vertebrats, per tal de proporcionar proteïnes a les cries durant la lactància.

## Dieta
Aquesta espècie de vegades s'alimenta de petits vertebrats, encara que molt menys que altres fil·lostòmids. És un animal omnívor, que s'alimenta principalment de fruits, pol·len e insectes. Els vertebrats comprenen una petita part de la seva dieta. Norberg i Fenton (1988) especulen que això és degut als seus "allargament d'ala i càrrega alar més elevats". Té un sentit de l'olfacte extremadament sensible, podent localitzar bananes ocultes entre les fulles caigudes del terra.

## Ecolocalització
Els seus crits d'ecolocalització tenen una amplada de banda que li permeten resoldre distàncies petites de fins a 4 mil·límetres. Això implica que pot distingir ecos amb tan sols 20 microsegons de diferència.

## Relacions amb humans
Les activitats d'aquesta espècie són tant beneficioses com perjudicials per als humans. Per una banda s'alimenten d'insectes i altres pestes que poden danyar els cultius i ajuden a pol·linitzar-los, mentre que per altres banda s'alimenten de cultius, com les bananes.

## Estat de conservació
Encara que no estan en perill d'extinció, hi ha certa preocupació per la destrucció del seu hàbitat.

## Subespècies
- Phyllostomus hastatus hastatus
- Phyllostomus hastatus panamensis